# 普悠瑪客運
普悠瑪客運股份有限公司，簡稱普悠瑪客運，是位於臺灣臺東縣的一家客運公司，主要經營臺東市區的公車業務，2014年5月23日成立。
普悠瑪客運創始目的在於臺東市區因地方政治因素造成臺灣鐵路管理局原臺東線台東新站-馬蘭車站-台東舊站路段停駛及舊臺東車站因時任台東市長之賴坤成及其他相關人士要求而裁撤，造成現今臺東車站（原台東新站）位置距離市區過遠交通不便，此外近年旅遊人口增加，大眾運輸需求量大，因此臺東縣政府公開路權供業者申請，最後由高雄客運所屬公司高旗旅行社取得經營權，隨後高旗旅行社成立子公司普悠瑪客運，2014年5月23日完成設立登記，2014年7月1日正式營運。

## 經營路線
- 市區循環線
- 陸海空快線A：臺東火車站—小野柳
- 陸海空快線B：臺東火車站—臺東轉運站
- 陸海空快線C：臺東航空站—臺東火車站

## 外部連結
- 普悠瑪客運 （页面存档备份，存于）
- 普悠瑪客運股份有限公司的Facebook專頁